# Cu lapte, fără zahăr
Cu lapte, fără zahăr este un film românesc din 2014 regizat de Andrei Florescu, Răzvan Macovei. Rolurile principale au fost interpretate de actorii Victor Rebengiuc, Andi Vasluianu.

## Prezentare
Filmul spune povestea unui bătrân pe nume Anton, care dorește să-și aducă, poate pentru ultima oară, fiul acasă.

## Distribuție
Distribuția filmului este alcătuită din:
- Victor Rebengiuc — Anton
- Andi Vasluianu — Șerban
- Răzvan Maximov — Asistent
- Cezar Antal — Doctorul Baciu